# La Chapelle-sur-Erdre
La Chapelle-sur-Erdre är en kommun i departementet Loire-Atlantique i regionen Pays de la Loire i nordvästra Frankrike. Kommunen ligger i kantonen La Chapelle-sur-Erdre som tillhör arrondissementet Nantes. År 2022 hade La Chapelle-sur-Erdre 20 483 invånare.

## Befolkningsutveckling
Antalet invånare i kommunen La Chapelle-sur-Erdre
| Referens: INSEE |